# Un homme comme un autre
Un homme comme un autre est une œuvre autobiographique de Georges Simenon parue en 1975.

## Contexte
À partir de 1972, Simenon cesse d'écrire des œuvres de fiction. Il enregistre au dictaphone des réflexions autobiographiques, les Dictées. Un Homme comme un autre est la première d'entre elles.

## Analyse critique
Ce premier volume des Dictées n'est considéré ni comme particulièrement emblématique de la série, ni comme s'en démarquant. Il est jugé comme « une autobiographie sentimentale », certes à lire, mais où l'auteur essaie sans cesse de se justifier et dans laquelle il accumule une multitude de détails parfois consternants ou pitoyables.